# 盖尔达耶省
蓋爾達耶省（阿拉伯語：ولاية غرداي）是阿爾及利亞東部的一个省，首府蓋爾達耶。
蓋爾達耶省分為13個縣和38個市。
2015年爆發阿拉伯人與柏柏人的種族衝突 , 造成22人死亡。遊客的車輛有警車開導，或人員上車戒備。